# Geoscelionidae
Geoscelionidae – rodzina błonkówek z infrarzędu owadziarek i nadrodziny Platygastroidea. Obejmuje osiem opisanych gatunków. Współcześnie zamieszkują Amerykę Południową i Afrykę Subsaharyjską. W zapisie kopalnym znane są od kredy.

## Morfologia
Błonkówki te cechują się głową pozbawioną bruzd malarnych i wcisku na czole, zaopatrzoną w czułki mające biczyk zbudowany z od dziesięciu do dwunastu członów. Mezosoma ich ma przedplecze z pozbawioną szczecinek bruzdą szyjną, w widoku od góry znacznie szerszą niż dłuższą tarczę śródplecza, pozbawione linii transepisternalnych mezepisternity oraz wykształcone szwy mezepimeralne. Użyłkowanie skrzydła przedniego cechuje się żyłką radialną nieoddzieloną przerwą od żyłek bardziej odsiebnych oraz odchodzącą od nieosiągającej krawędzi kostalnej żyłki R1 i bardzo krótką żyłką stygmalną (r-rs). Odnóża pary przedniej mają golenie z jedną ostrogą, par pozostałych zaś z jedną lub dwiema ostrogami. Metasoma ma na przednich krawędziach tergitów i sternitów segmentów od pierwszego do piątego szeregi silnie zaznaczonych dołków. Trzy pierwsze tergity mają zbliżone rozmiary i są znacznie szersze niż dłuższe. Pierwszy sternit ma wykształcony pośrodkowy kil podłużny oraz wyciągnięty między tylne biodra przód.

## Ekologia i występowanie
Przypuszczalnie błonkówki te są parazytoidami zewnętrznymi, jednak ich biologia pozostaje niezbadana.
Współcześni przedstawiciele rodziny zamieszkują krainy neotropikalną i etiopską; podawani są z Wenezueli, Brazylii oraz obszaru od Wybrzeża Kości Słoniowej po Kenię. Gatunki kopalne występowały na terenach odpowiadających dzisiejszej Eurazji.

## Taksonomia i ewolucja
Takson ten wprowadzony został w 2017 roku przez Michaela S. Engela i Huang Diyinga na łamach „Comptes Rendus Palevol” jako monotypowe plemię Geoscelionini w obrębie Scelionidae. W 2021 roku rozszerzyli jego definicję o cztery dodatkowe rodzaje i wynieśli go do rangi odrębnej rodziny Chen Huayan i inni na podstawie wyników analiz filogenetycznych. W wynikach analizy czterogenowej i łączonej analizy morfologiczno-czterogenowej Geoscelionidae zajęły pozycję siostrzaną względem Nixoniidae.
Do rodziny tej zalicza się osiem opisanych gatunków zgrupowanych w pięciu rodzajach:
- †Archaeoscelio Brues, 1940
- †Cobaloscelio Johnson and Masner 2007
- †Geoscelio Engel et Huang, 2017
- Huddlestonium Polaszek et Johnson, 2007
- Plaumannion Masner et Johnson, 2007

W zapisie kopalnym takson znany jest od przełomu albu i cenomanu w kredzie – z okresu tego pochodzą inkluzje Geoscelio w bursztynie birmańskim. Inkluzje Archaeoscelio i Cobaloscelio odnajdywano natomiast w datowanym na eocen bursztynie bałtyckim.